# Albertina (legat)
 Denne artikel omhandler legatet Albertina. Opslagsordet har også en anden betydning, se Albertina.
Albertina er navnet på et legat oprettet af brygger Carl Jacobsen i 1879 med det formål at rejse skulpturer og statuer i Københavns parker og på byens pladser. Navnet hentyder til Bertel Thorvaldsen, som i Italien blev kaldt Alberto. Legatet har finansieret skulpturer i Ørstedsparken, Østre Anlæg, Kongens Have, Trondhjems Plads m.fl.
Da legatets midler ikke rakte længere, blev resten brugt til etablering af Jørn Larsens spejlbassin på pladsen foran Thorvaldsens Museum i 2002.